# Rigaischer Meerbusen
Der Rigaische Meerbusen, teilweise bekannt als Rigaer Bucht, ist eine große Bucht der Ostsee zwischen Lettland und Estland.
Andere Bezeichnungen sind deutsch Rigaer Bucht, estnisch Liivi laht,  lettisch Rīgas līcis, russisch Рижский залив (Rižskij zaliv) und lateinisch Sinus magnus Livoniae oder Mare Livonicum. Einige Namen nehmen damit Bezug auf die Landschaft Livland bzw. Vidzeme, die östlich angrenzt, während im Südwesten die kurländische Küste liegt.
Von der restlichen Ostsee wird der Rigaische Meerbusen durch die estnischen Inseln Saaremaa (Ösel) (mit Halbinsel Sworbe) und Moon begrenzt. Mit der eigentlichen Ostsee ist die Bucht über die Irben-Straße und den Moon-Sund verbunden. Der Rigaische Meerbusen hat eine maximale Meerestiefe von 67 Metern und umfasst eine Gesamtfläche von etwa 16.300 km². Die größte Nord-Süd-Ausdehnung beträgt 174 km, in Ost-West-Richtung sind es 137 km.
Wichtigste Städte am Rigaischen Meerbusen sind die lettische Hauptstadt Riga und die estnische Hafenstadt Pärnu (Pernau). Im Rigaischen Meerbusen liegen die Inseln Runö und Kühnö (beide Estland).
Wichtige Zuflüsse sind:
- Lielupe (deutsch: Kurländische Aa)
- Daugava (deutsch: Düna)
- Gauja (deutsch: Livländische Aa)
- Salaca (deutsch: Salis)
- Pärnu (deutsch: Pernau)
- Irbe (deutsch: Irben)